# Pašac
Pašac (italienska: Passaz eller Pasciaz) är ett lokalnämndsområde och stadsdel i Rijeka i Kroatien. 

## Geografi
Pašac är belägen i östligaste Rijeka och gränsar till lokalnämndsområdena Orehovica i söder, Brašćine-Pulac i sydväst, Drenova i nordväst och Svilno i öster. I norr och nordöst gränsar stadsdelen till Čavles kommun.